# 川勝広永
川勝 広永（かわかつ ひろなが）は、江戸時代中期から後期の旗本。知氏系重氏流川勝家の8代当主。『寛政重修諸家譜』編纂時の当主。定紋は桐に鳳凰。

## 生涯
宝暦9年（1759年）、永井直令の六男として江戸に生まれ、後に川勝広克の婿養子となった。寛政3年（1791年）4月4日、義父広克の死去により、33歳で家督（下野・常陸内700石）を継いだ。同年10月6日、初めて将軍徳川家斉に謁見した。
寛政6年（1794年）2月7日、大番に列し、後に的を射て時服を給わった。
寛政11年（1799年）時点で年齢は41歳、役職は大番（六番）。屋敷は虎御門内坂上。没年不詳。後に家督は嫡男の広充が継いだ。